# Кузнецово (Шарьинский район)

Кузнецово — починок в составе Шекшемского сельского поселения Шарьинского района Костромской области России.

## История
Согласно переписи населения 1897 года в починке проживало 57 человек (24 мужчины и 33 женщины).
Согласно Списку населенных мест Костромской губернии в 1907 году починок Кузнецов (Кокушкин) относился к Николо-Шангской волости Ветлужского уезда Костромской губернии. По сведениям волостного правления за 1907 год в нём числилось 9 крестьянских дворов и 77 жителей.
Согласно Закону Костромской области от 24 апреля 2017 года № 229-6-ЗКО Кузнецово переведено из упразднённого Варакинского сельского поселения в состав Шекшемского сельского поселения.

## Население
| 2008 | 2010 | 2014 |
| ---- | ---- | ---- |
| 12   | ↘10  | ↗12  |